# Clays and Clay Minerals
Clays and Clay Minerals (abrégé en Clays Clay Min.) est une revue scientifique à comité de lecture qui publie des articles de recherches concernant l'étude des argiles.
D'après le Journal Citation Reports, le facteur d'impact de ce journal était de 1,835 en 2018. Actuellement, les directeurs de publication sont Joseph W. Stucki et Kevin Murphy.